# Wilhelm Lexis
Wilhelm Lexis (nom complet: Wilhelm Hector Richard Albrecht Lexis 1837-1914) va ser un economista, matemàtic, estadístic i científic social alemany.

## Vida i Obra
Lexis va fer els seus estudis secundaris a Colònia i després va estudiar a la universitat de Bonn, primer lleis i després física i matemàtiques. Després de obtenir el doctorat el 1859, va fer de mestre algun temps i va treballar amb el conegut químic Robert Bunsen a la universitat de Heidelberg.
El 1862 va anar a París per fer estudis d'economia, mentre es guanyava la vida com corresponsal d'un diari alemany. Durant la guerra francoprussiana va ser periodista d'una coneguda revista alemanya. En acabar la guerra, el 1872, va ser nomenat professor de la recent fundada universitat imperial alemanya d'Estrasburg. A partir d'aquest punt, ja no va abandonar la carrera docent.
Va ser professor de les universitats de Dorpat (1874-1876), de Friburg (1876-1884), de Breslau (1884-1887) i de Göttingen (1887-1914). En aquesta última, va fundar el 1895 el primer institut universitari d'estudis actuarials d'Alemanya.
Lexis va ser un dels membres fundadors del International Statistical Institute el 1885 i en va ser nomenat vicepresident el 1889, càrrec que va mantenir més de vint anys.
Lexis va fer treballs pioners en l'estudi de la dispersió, mesurant i comparant les fluctuacions de diferents sèries estadístiques. Aquest treballs van conduir anys després a l'anàlisi de la variància. Per a fer-ho va partir de les idees d'Adolphe Quételet i, per això, va denominar {\displaystyle Q} (en el seu honor) al coeficient de dispersió que va inventar.
Lexis va escriure nombrosos treballs sobre economia, però en opinió de Schumpeter tots aquests treballs tenen una debilitat pel costat teòric i sorprenen en un home que tenia gran capacitat matemàtica. Schumpeter conclou que Lexis no tenia el menor interès en perfeccionar l'aparell analític de la naixent ciència de l'economia. Malgrat tot, poden trobar-se idees interessants en els seus treballs que han tingut influències posteriors, com per exemple en els seus estudis de la sobreproducció o de les crisis econòmiques.